# Stefania Blancuzzi
Stefania Blancuzzi (14 novembre 1981) è un'ex calciatrice italiana, di ruolo portiere.

## Carriera
Dopo aver giocato negli anni duemila nel Trasaghis, società dell'omonimo comune friulano, passando dalla Serie C Friuli-Venezia Giulia alla Serie B, nell'estate 2010 trova un accordo con il Chiasiellis per giocare in Serie A.
Con le biancazzurre gioca fino alla stagione 2013-2014, al termine della quale, anche a causa della riorganizzazione della struttura del campionato italiano femminile di calcio, il Chiasiellis è tra le sei società che retrocedono in Serie B, quest'ultima ritornata ad essere il secondo livello del campionato di calcio femminile. Problemi societari costringono tuttavia il Chiasiellis a non presentare l'iscrizione alla cadetteria ed a svincolare così tutte le sue giocatrici.
A fine estate 2014 trova un accordo con il Tavagnacco che le propone un posto come riserva del portiere titolare Sara Penzo, tuttavia dato che quest'ultima a seguito di un grave infortunio patito alla 1ª giornata della stagione 2014-2015 è costretta ad un lungo periodo di riabilitazione, la società la promuove titolare. Al termine della stagione ha lasciato il Tavagnacco.